# Альберто Бельсуе
Альберто Бельсуе (ісп. Alberto Belsué, нар. 2 березня 1968, Сарагоса) — іспанський футболіст, що грав на позиції правого захисника.
Більшу частину кар'єри провів за клуб «Реал Сарагоса», ставши з нею володарем Кубка Іспанії та Кубка Кубків УЄФА., а також виступав за національну збірну Іспанії, у складі якої був учасником Євро-1996.

## Клубна кар'єра
Народився 2 березня 1968 року в місті Сарагоса. Вихованець футбольної школи «Касабланка».
У дорослому футболі дебютував 1986 року виступами за команду «Ендеса Андорра», в якій провів два сезони і за підсумками першого сезону вийшов з командою з Терсери до Сегунди Б.
Своєю грою за цю команду привернув увагу представників тренерського штабу клубу «Реал Сарагоса», до складу якого приєднався влітку 1988 року. Дебютував у Ла Лізі 19 лютого 1989 року у матчі проти «Спортінга» (Хіхон) і швидко став важливим гравцем у складі команди. 25 червня в останньому турі Ла ліги забив свій перший гол на вищому рівні у матчі з «Ельче» (3:1). В підсумку клуб з Сарагоси зайняв в тому сезоні 6-те місце, але в наступні два сезони команда грала все гіршне, зайнявши в сезоні 1990/91 аж 17 місце і врятувалась від вильоту в Сегунду лише в раунді плей-оф. У 1992 році клуб знову зайняв 6-те місце, а в 1993 році вийшов у фіналі Кубка Іспанії, де програв з рахунком 0:2 «Реалу». Проте вже у наступному році Альберто, разом з партнерами, таки виграв цей трофей, здолавши у фіналі в серії пенальті «Сельту», а в чемпіонаті посідав високе третє місце. У сезоні 1994/95 «Сарагоса» з Бельсуе досягла найбільшого успіху в історії клубу. Його команда отримала право на участь у Кубку Кубків УЄФА, де перемогла румунську «Глорію» (Бистриця), словацький «Татран», голландський «Феєнорд» і англійський «Челсі». У фіналі «Сарагоса» зустрілася з іншою командою з Англії, «Арсеналом», і виграла з рахунком 2:1 у додатковий час, забивши переможний гол в 120-ій хвилині матчу. Відтоді «Реал Сарагоса» не досягала великого успіху, а Бельсуе грав в ньому до літа 1998 року. У Сарагосі в Ла Лізі він провів 276 матчів і забив 7 голів.
Після цього Бельсуе пограв по сезону у складі «Алавеса» та «Нумансії».
Завершив професійну ігрову кар'єру у грецькому «Іраклісі», за який провів кілька матчів протягом сезону 2000/01 років.

## Виступи за збірну
16 листопада 1994 року дебютував в офіційних іграх у складі національної збірної Іспанії в матчі кваліфікації на чемпіонат Європи 1996 року проти збірної Данії (3ː0).
У складі збірної був учасником чемпіонату Європи 1996 року в Англії, де взяв участь у двох матчах — проти (Болгарії у груповій стадії і Англії у чвертьфіналі).
Протягом кар'єри у національній команді, яка тривала усього 3 роки, провів у формі головної команди країни 17 матчів.

## Титули і досягнення
- Володар Кубка Іспанії (1):

«Реал Сарагоса»: 1993–94
- Володар Кубка Кубків УЄФА (1):

«Реал Сарагоса»: 1994–95